# Amphiroa misakiensis
Amphiroa misakiensis Yendo, 1902  é o nome botânico  de uma espécie de algas vermelhas pluricelulares do gênero Amphiroa.
- São algas marinhas encontradas em Gana, Colômbia, México, Micronésia, Japão e Coreia.

## Sinonímia
- Amphiroa brevianceps E.Y. Dawson, 1953